# Суюндюково (Учалинський район)
Суюндю́ково (рос. Суюндюково, башк. Һөйөндөк) — присілок у складі Учалинського району Башкортостану, Росія. Входить до складу Ільчигуловської сільської ради.
Населення — 117 осіб (2010; 157 в 2002).
Національний склад:
- башкири — 95%